# まちおこし (滋賀県の企業)
株式会社まちおこしは、滋賀県大津市に拠点を置く日本の企業。アニメ・漫画・音楽・書籍のコンテンツ制作やイベント、テレビ番組の制作、YouTubeなどの映像制作のほか、飲食店の経営もおこなっている。現在、びわ湖放送（BBC）とともに「知ったかぶりカイツブリ」や「滋賀ッツマン」などの地域密着コンテンツで地元滋賀県のまちおこしを行っている。

## 沿革
- 2000年4月10日 - 設立。
- 2005年 - コンテンツ制作チーム「藤井組」発足。以後、自社サイトを中心に漫画・歌・アニメ・ゲームなどのサービスを展開。
- 2007年
  - 3月 - 動画製作開始。以後、アニメや音楽のコンテンツサービスを活発に展開。
  - 12月 - オンラインゲーム「シニアカップル」でShockwave AWARD 2007のグランプリを受賞。[1]
  - WEBで公開したマンガ「かへ」が４日で１２０万PVを記録。のちにマッグガーデン社よりコミックスとして出版される。
- 2008年
  - 2月 - リクルート主催「1-ClickAward」において「なかなか押させないバナー『バナーさん』」で審査員特別賞を受賞。[2]
  - 「てんてこししまい君」をテレビ東京系列で放映開始。
  - 「藤井組TV」をびわ湖放送で放送開始。
  - アニメ歌「知ったかぶりカイツブリ」をびわ湖放送で放映開始。DVD初回プレスが即完売。累計３万枚以上をセールス。
  - アニメ歌「しずおかあさん」を静岡放送で放映開始。
- 2009年
  - 「アミンチュ（淡海人）」をびわ湖放送で放送開始。
  - 2月14日・15日 - ワーナー・マイカル・シネマズ草津で「びわ湖放送&藤井組 2009キャラクター映画祭」を開催。盛況により2月22日にも追加上映。[3]
  - 「藤井組TV後攻」が2009年日本民間放送連盟（関西地区）の連盟賞・エンターテインメント部門で審査委員特別賞受賞。[4]
  - 滋賀の親父たちが紅白を目指すプロジェクト「いいじゃないか男だ」を開始。１０００人以上を集めるムーブメントになりNHKニュースウオッチ９で取り上げられる。
- 2010年
  - 第14回 文化庁メディア芸術祭で藤井組×平井志のコミック「神童仮面」が審査委員推薦作品に選定。
  - ＮＨＫみんなのうたに藤井組作品「遠距離やろ？ウチら」(2010年12-2011年1月の歌)が登場。「みんなのうた」史上初の作詞・作曲・編曲・アニメーションのすべてを手掛ける。
- 2011年
  - 1981年7月1日に制定された「びわ湖の日」の30周年を記念し、キャラクター「野洲のおっさんカイツブリ」がびわ湖一周２００キロを歩きながらPRを開始。 以来、「野洲のおっさんのビワイチ行脚」と呼ばれ毎年の恒例行事となり、例年４月後半から７月１日にかけて１周をおこなう。期間中、野洲のおっさんを応援に訪れる人たちは１万５千人以上にのぼる。
  - 読売テレビの女子アナと楽曲提供でコラボした「女子アナ子守歌」スタート。
  - 滋賀県内に存在するゆるキャラを集結させ、映画「笑ってバッカーズ」を制作。１週間にわたりワーナー・マイカル・シネマズ草津にて公開。2012年4月には京都府京都市、2012年5月には福井県敦賀市でも公開された。
- 2012年
  - 4月から「知ったかぶりカイツブリにゅーす」をびわ湖放送で放送開始。
  - 「野洲のおっさんカイツブリ」が屋台を引いて、顔型のオリジナルの大判焼き「野洲のおっさん焼き」を販売する屋台行脚を毎年冬限定で行う。主にビワイチ行脚で通らない内陸部の小さな街を屋台行脚するのが特徴。 中身の味は毎年変わる。ビワイチ行脚に続き、冬のレギュラー企画として毎年行われている。
- 2014年
  - 特撮ヒーロー「忍ジャガー EPISODE-X」をびわ湖放送で放送。経済産業省の地域経済循環創造事業に認定される。
- 2017年
  - 第20回 文化庁メディア芸術祭で藤井組×平井志のコミック「かへ３部作」がチーム２度目となる審査委員推薦作品に選定。
  - 毎年、オレンジリボン活動に協力している野洲のおっさんが、女優の八木 莉可子をリーダーとする高校生の児童虐待防止活動の組織オレンジリボン’Sのサポーターに就任。アニメ紙芝居で児童虐待を学ぶ「おはなしオレンジリボン」の動画を制作。
  - 滋賀県の「ありがとう」と言いたい企業を取材したドキュメンタリーテレビ番組「あってくれてありがとう」が130社にのぼる。
- 2018年
  - フランスでコミック「Sous un ciel nouveau(新しい空の下で)」(AC-Media社)を出版。パリで開催中の「JAPAN EXPO（ジャパンエキスポ）」で、フランスの批評家と記者の協会がフランスで発売中の日本を含む全アジアのマンガの優秀作を選出する第12回「ACBDアジア賞」で最優秀作品賞を受賞した。さらに仏最大手新聞「ル・モンド」で書評され５点満点中４点の高評価を受けた。
- 2019年
  - さらに2019年1月マンガ界のカンヌ「アングレームコミック祭」にて「Sous un ciel nouveau(新しい空の下で)」が「BDGest’Arts賞」を受賞！フランスで二冠を達成する。
  - 滋賀県大津市長等商店街に野洲のおっさんおにぎり食堂をオープン。にぎりたておにぎりの店として県内外から人気の飲食店となる。また、収益で子ども食堂、無料塾を運営するなどSDGｓ型の店舗経営を目指す。

## アミンチュプロジェクト
藤井組とびわ湖放送が中心となり、滋賀県民と一緒につくるまちおこしプロジェクト。「アミンチュ」とは「あわあわとしたうみのそばでのんびり暮らしていて、やさしくて、どこかかわいらしい、そんな滋賀県のひとをイメージした造語」である。

### 知ったかぶりカイツブリ
2008年6月23日からびわ湖放送で朝夕を中心に不定期に放送されている「滋賀県産のアニメ歌」番組。滋賀県の県鳥カイツブリをモチーフにしたキャラクターが登場し、滋賀県のあるあるネタやダジャレネタなどの「地産地笑アニメ歌」を発表する。また2008年12月5日に「告白の唄1 告白編」がJOYSOUNDから滋賀限定でカラオケ配信され、現在では全国のJOYSOUNDで「告白の唄1 告白編」「おあいにくさま」「野洲のおっさんカイツブリ」の3曲が配信されている。2009年5月1日にはUGAからも「告白の唄1 告白編」「滋賀ッツマンのテーマ」「滋賀ッツマン体操」の3曲の配信が開始された。
あにツブリ
赤い蝶ネクタイがチャームポイントな歌って踊れるカイツブリ。たまに背伸びしたり白目を剥いたりする。バックでちょこまかと踊るちびツブリはあにツブリの弟。あにツブリ&ちびツブリとよく似たキャラクターにサングラス姿のカイツブリ&カブリシャスがいる。
恋ツブリ
大きなリボンがチャームポイントな女の子のカイツブリ。あにツブリに夢中らしい。あにツブリにちびツブリがいるように、恋ツブリにも妹ツブリがいる。
野洲のおっさんカイツブリ
バーコード頭と野洲弁が特徴的なおっさんのカイツブリ。毎年、春になるとびわ湖１周行脚をおこない「７月１日びわ湖の日」をPRする。また、冬には「野洲のおっさん屋台行脚」と題して、屋台を引きながら「野洲のおっさん焼き」という大判焼きを売って歩く。オレンジリボン、特殊詐欺防止、障がい者雇用支援などの社会活動もサポートする。。
VIVAビワばあさんカイツブリ
左右に元気に踊るおばあさんのカイツブリ。紛らわしい方言で若者をあたふたさせる。
おかんツブリ
家事や子育てに忙しいおかあさんのカイツブリ。少しおとぼけなところがある。
ビッシー
ネス湖のネッシーよろしく琵琶湖に現れる怪獣。

### 滋賀ッツマン
滋賀県を守るご当地ヒーロー「滋賀ッツマン」とその助手「水がめ子ちゃん」が滋賀県各地の「のほほんヒーローズ」を紹介するアニメ番組。これまでにシーズン1、シーズン2（キャラクター映画祭で公開された「滋賀ッツマン the movie」）、シーズン3が放映されており、2009年11月8日には全シーズンを収録したDVDも発売されている。
滋賀ッツマン
滋賀県を守るヒーロー。滋賀は全く平和なので主役のわりに出番が少ないが、本人はそのことを誇りにしている。滋賀県章の形をした顔で、「びわ湖は滋賀の1/6」などと書かれたTシャツとマントを着用。「シーガーチャポン」でヒーローを誕生させる。
水がめ子
滋賀ッツマンの助手。頭の上に水がめを乗せており、水がめの異変（びわ湖大なまずが飛び跳ねるなど）によって各地のヒーローの活躍を察知する。シーズン3ではオープニングで様々なヒロインに変身し、ただでさえ少ない滋賀ッツマンの出番を奪っていた。
グローバルウィンマン
滋賀ッツマンのライバル。「滋賀ッツマン the movie」で死闘を演じた。
のほほんヒーローズ
滋賀県の各地を守るイマイチ頼りないヒーロー達。これまでに堅田・マキノ・守山・安曇川・信楽・蒲生・雄琴・近江八幡（以上シーズン1）・長浜・甲賀・甲南・瀬田・大津・野洲・近江舞子・志賀・石部・高月（以上シーズン2）・五個荘・草津・膳所・米原・栗東・大中・高島（以上シーズン3）のヒーローが登場している。ヒーローの名前・容姿・得意技はそれぞれの地域の地名や地域特性にちなんでおり、例えば堅田を守るヒーロー「カタッターA」は、頭に浮御堂、肩に「タ」のデザインがあり、「カッタッター!」のセリフとともにカスタネットを叩くことを得意技としている。

### BBC局名告知
放送局は電波法・放送法により、放送開始・終了時に局名告知を行わなければならないとされる。この局名告知の中には、かなり特徴を持ったものもあり、その作品のマニアも少なからず存在する。これに着目した藤井組は、BBCが「アミンチュてれびBBC」をキャッチコピーに採用した2009年10月から、BBCと手を組んで、終了時の局名告知（クロージング）を“終了劇場”と銘打ち、アミンチュプロジェクトのキャラクターを用いて作品化した。そのクロージングで流れる曲は「先にねないで」。新聞などのテレビ欄では、「終了劇場」という一つの番組として掲載されている。このクロージングはパソコン向けの動画公開サイトで公開されており、また携帯電話向けに楽曲やビデオクリップをダウンロード販売している。

### 甲賀戦士 忍ジャガー
滋賀県甲賀市信楽町を舞台に活躍するヒーローを描いた実写ドラマ。
放映時間などは不定期で、1話90秒という短い時間で放映される。
滋賀県、同県甲賀市、信楽町観光協会の後援を受ける。
声優はまちおこしの社員や地元局アナウンサーの地元劇団員他、ナレーションをチャオ・ササキが当てている。
スーツアクターは地元の劇団員である。
またグッズ制作などにおける忍ジャガーの版権使用は無料で提供している。
GyaOでも放送されていた。